# アカデミア・フィラルモニカ・ロマーナ
アカデミア・フィラルモニカ・ロマーナ（Accademia Filarmonica Romana）は、イタリアのローマを拠点とする音楽機関。1821年、ラファエーレ・ムーティ・パパッツーリ侯爵（1801年-1858年）率いる上流階級のアマチュア音楽家グループによって設立された。設立の目的は、室内楽と交響曲の演奏を奨励し、検閲によって上演が制限されていたコンサート・オペラの演奏を行うことであった。
1824年には教皇領の公式機関となり、「声楽と器楽の実践のための学生の養成」を目的としていた。
アカデミーは1849年から1856年にかけて経済難のために活動を休止し、1860年には会員の多くが自由主義的な思想を持っていると非難されたため、教皇庁によって解散させられた。1870年に活動を再開。ガエターノ・ドニゼッティはアカデミーの委嘱によるカンタータ『ピオ8世への哀悼の意におけるアルモニアの天才（Il genio dell'Armonia in omaggio a Pio VIII）』の一部を作曲し、1833年に『アンナ・ボレーナ』を指揮するなど、アカデミーと協力を行った。